# Mali Iž
Mali Iž ist ein Dorf auf der Insel Iž in der Gespanschaft Zadar in Kroatien.

## Lage und Einwohner
Das Dorf Mali Iž liegt an der Südseite der 17,6 km² großen Insel, gegenüber der Insel Ugljan. Vorgelagert vor dem Hafen ist die unbewohnte Insel Knežak. Im Dorf leben zurzeit 193 (2021) Menschen. Zu Mali Iž zählen noch die Weiler Porovac, Knež, Makovac, Komoševa und Muće. Von Zadar aus besteht eine Autofährverbindung nach Bršanj. Zusätzlich ist das Dorf noch mit einer Personenfähre mehrmals täglich erreichbar.

## Geschichte
Seit frühester Zeit war die Insel von Menschen besiedelt. Das kleinere Mali Iž ist aber älter, als das größere Veli Iž, wo fast doppelt soviele Menschen leben. Die Bewohner leben hauptsächlich vom Tourismus, Fischfang und Olivenanbau. Im Ort selber gibt es noch eine Ölpresse.
Sehenswert ist die altkroatische Marienkirche aus dem 10. Jahrhundert. Die Pfarrkirche Sveti Petar Paul stammt aus dem 12. Jahrhundert. Sehenswert ist auch ein kleines Schloss mit Wachturm. Über mehrere hundert Jahre war Mali Iž auch ein Zentrum der Glagoliza-Tradition.
Bis 1915 pflegte man den die sogenannte Koleda – ein Brauch, bei dem das Weihnachtsfeuer bis zum Epiphaniastag nicht ausgehen durfte. Der Sage nach wurde Mali Iž von einem Drachen heimgesucht, der die ganze Ernte vernichtete. In der Not riefen die Bewohner den Pfarrer zu Hilfe. Diesem gelang es, den Drachen zu vertreiben. Um den Drachen daran zu hindern, nochmals zu kommen, entzündeten die Ižer Jahr für Jahr ein Feuer. Die Wurzeln der Koleda sollen auf das 17. Jahrhundert zurückgehen. Es wird aber vermutet, dass dieser Brauch noch älter ist.

## Einzelnachweise

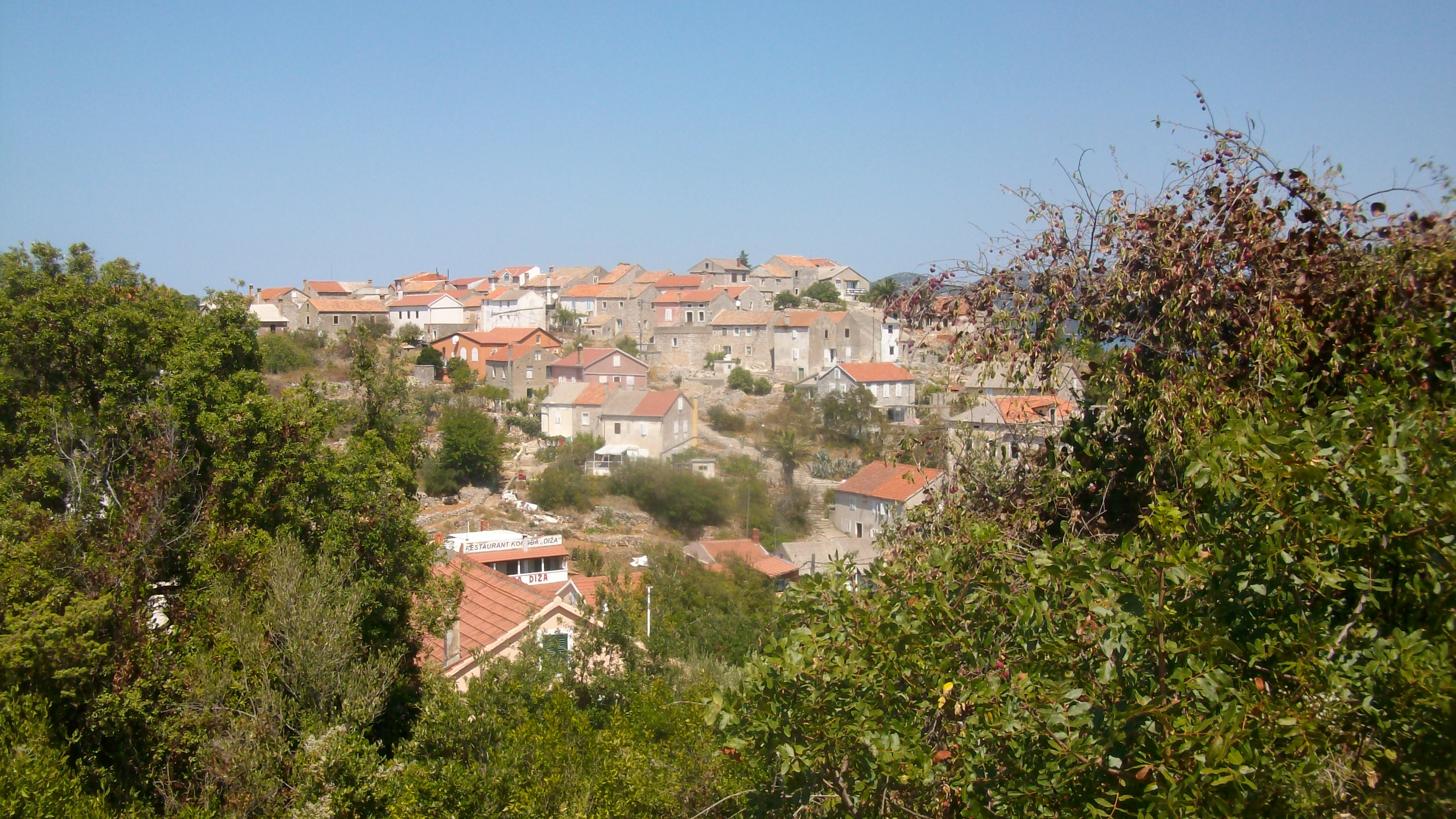
Mali Iž